# Forcalquier
Forcalquier település Franciaországban, Alpes-de-Haute-Provence megyében. Lakosainak száma 5142 fő (2022. január 1.). Forcalquier Fontienne, Limans, Mane, Niozelles, Pierrerue, Saint-Maime, Sigonce, Villeneuve és Ongles községekkel határos.

## Népesség
A település népessége az elmúlt években az alábbi módon változott:
| Lakosok száma | 2979 | 3782 | 3993 | 4654 | 4842 | 4981 | 5018 | 5121 | 5115 | 5142 |
|               | 1968 | 1982 | 1990 | 2006 | 2013 | 2015 | 2017 | 2019 | 2020 | 2022 |